# 아우딘퓨쳐스
아우딘퓨쳐스(Outin Futures Co., Ltd.)는 대한민국의 화장품 ODM 기업이다. 본사는 서울특별시 강남구 테헤란로86길 13 12층 (대치동, 대경타워)에 위치해 있으며 대표이사는 최영욱이다.

## 투자
이차전지 관련사인 '갑진'과 공동경영을 추진하고 있다.

## 상장
2017년 7월 12일에 공모가 26,000원에 코스닥 시장에 상장하였다. 

## 참고 문헌
1. ↑  이효진, '엎치락뒤치락' 화장품 주가, 아우딘퓨쳐스 주가 급등 '반짝 상승', 코신코리아, 2023.07.03
2. ↑  아우딘퓨쳐스, 수익 개선 기대감에 '상한가', 뉴스핌, 2023년 7월 11일
3. ↑  아우딘퓨쳐스, 이차전지 관련사 '갑진'과 공동경영 추진, 딜사이트, 2023.06.15